# Marche funèbre (groupe)
Pour les articles homonymes, voir Marche funèbre.
Marche funèbre (stylisé Marche Funèbre) est un groupe belge de death-doom, originaire de Malines, dans la province d'Anvers, en Région flamande, basé en Autriche. 

## Histoire
Le groupe est formé en 2008 à Malines, dans la province d'Anvers, en Région flamande, et sort sa première démo EP Norizon, un an après, en 2009,. Leur premier album studio sort trois ans après la formation du groupe, To Drown, en 2011,. Il comprend 7 titres, et est publié au label Shiver Records. Pour la presse spécialisée, cet album « développe un potentiel considérable dans leur approche éclectique du death-doom. » et considéré « death-doom mélancolique ».
Roel Van Doorsselaere quitte le groupe la même année et est remplacé par Zoran van Bellegem à la basse, qui part à son tour, pour être remplacé par Boris Iolis en 2013. Avec ce line-up, Marche funèbre enregistre son deuxième album studio, Roots of Grief, sorti le 13 septembre 2013 toujours chez Shiver Records,,.
Après quelques années d'accalmie au niveau des enregistrements, le groupe entre en studio pour enregistrer son troisième album, Into the Arms of Darkness, en 2017, qui est publié à 300 exemplaires le 22 février 2018. Leur deuxième EP, Death Wish Woman, est publié la même année au label Satanath.
En pleine pandémie de Covid-19, le groupe sort son quatrième album, Einderlicht, le 25 septembre 2020, diffusé en streaming.  En juin 2024, le groupe annonce la sortie de son cinquième album, After the Storm pour le 27 septembre 2024 chez Ardua Music. Entretemps, il publie le clip de son nouveau single In a Haze. L'album est enregistré par le groupe en quatuor avec l'arrivée de Frederic de Schepper à la guitare et au piano, et le départ de Peter Egberghs et Kurt Blommé.

## Membres

### Membres actuels
- Dennis Lefebvre - batterie (depuis 2008)
- Kurt Blommé - guitare rythmique (depuis 2008)
- Arne Vandenhoeck - chant (depuis 2008)
- Boris Iolis - basse  (depuis 2013)
- Fré de Schepper - guitare (depuis 2024)

### Anciens membres
- Roel Van Doorsselaere - basse (2008-2011)
- Peter Egberghs - guitare solo, chant additionnel (2008-2023)
- Zoran Van Bellegem - basse (2011-2012)

### Membres additionnels
- Christophe Vandeghinste - guitare (depuis 2023)

## Discographie

### Albums studio
- 2011 : To Drown
- 2013 : Roots of Grief
- 2018 : Into the Arms of Darkness
- 2020 : Einderlicht
- 2024 : After the Storm (à venir)

### Singles et EP
- 2009 : Norizon (EP)
- 2015 : Lost (single)
- 2018 : Death Wish Woman (EP)
- 2024 : In a Haze (single)
- 2024 : After the Storm (single)

### Splits
- 2017 : My Temple, My Prison / Capital of Rain
- 2018 : Collapse / Darkness

### Compilation
- 2022 : Death and Loss